# سیارک ۳۸۲۰۳
سیارک ۳۸۲۰۳ (به انگلیسی: 38203 Sanner، نامگذاری:1999MJ) سی و هشت هزار و دویست و سومین سیارک کشف شده‌است که در ۱۹ ژوئن ۱۹۹۹ کشف شد.